# Кумано-Нада
Кумано-Нада (яп. 熊野灘 кумано-нада) — море в Японии, омывающее юго-восток полуострова Кии (остров Хонсю).
Море простирается от мыса Дайо-саки на полуострове Сима (префектура Миэ) на севере до мыса Сиономисаки (префектура Вакаяма) на юге. Длина побережья составляет около 150 км.
В море впадает река первого класса Кумано, а также реки Кодзо, Нати (на которой расположен водопад Нати), Ито и Фуругава. От устья Кумано до района Киномото города Кумано на 25 км тянется покрытый галькой пляж Ситиримихама, для остальной части побережья характерен высокий берег типа риас.
Под влиянием Куросио в регионе господствует тёплый и влажный климат, он является самым дождливым в Японии. В Кумано-Нада развито рыболовство.
Для охраны местной природы южная часть побережья была включена в национальный парк Йосино-Кумано, а северная — в национальный парк Исэ-Сима.